# Сабиха Гёкчен (аэропорт)
1. перенаправление Стамбульский аэропорт имени Сабихи Гёкчен